# Wolfgang Seidl (Politiker)
Wolfgang Seidl  (* 31. Dezember 1969 in Wien) ist ein österreichischer Politiker (FPÖ) und Abgeordneter zum Wiener Landtag und Mitglied des Wiener Gemeinderats.

## Politische Funktionen
Von 1996 bis 2010 war er Mitglied der Bezirksvertretung von Wien-Leopoldstadt. Seit dem 25. November 2010 ist er Abgeordneter zum Wiener Landtag und Gemeinderat. Seit 2004 ist er auch Bezirksparteiobmann der FPÖ Wien-Leopoldstadt. Seit 2006 ist er Mitglied des Landesparteivorstandes von Wien. Ab 2008 ist er Mitglied der Bundesparteileitung. Seit 2009 ist er Landesvorsitzender-Stv. der Freiheitlichen Arbeitnehmer (FA) Wien. Seit 2021 ist er stellvertretender Landesparteiobmann von Wien.